# 陈俊林 (人大代表)
陈俊林（1979年1月—），河南罗山人，汉族，中国共产党党员。中华人民共和国政治人物、第十三届全国人民代表大会解放军和武警部队代表。

## 生平
2018年，陈俊林被选为解放军和武警部队出席第十三届全国人民代表大会代表。